# Bathycrinidae
Famille
Les Bathycrinidae sont une famille de crinoïdes.

## Description et caractéristiques

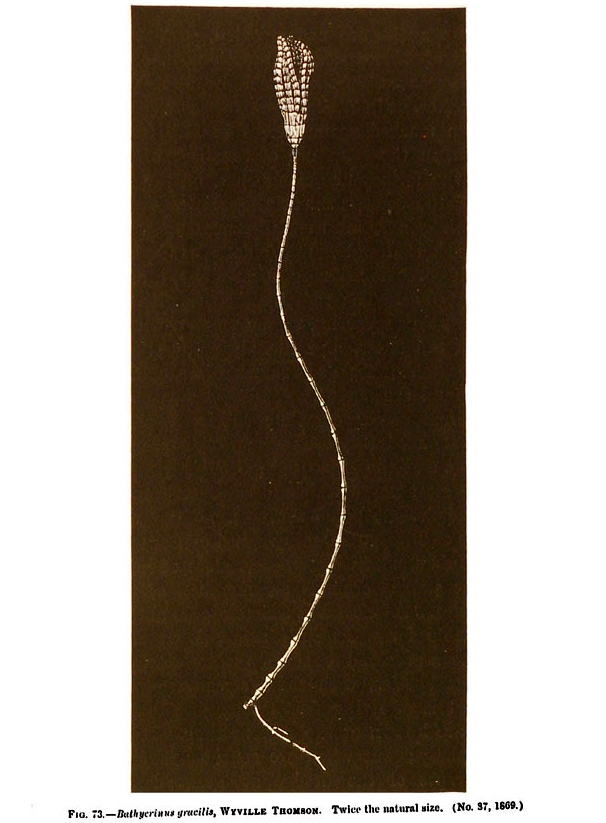
Bathycrinus gracilis

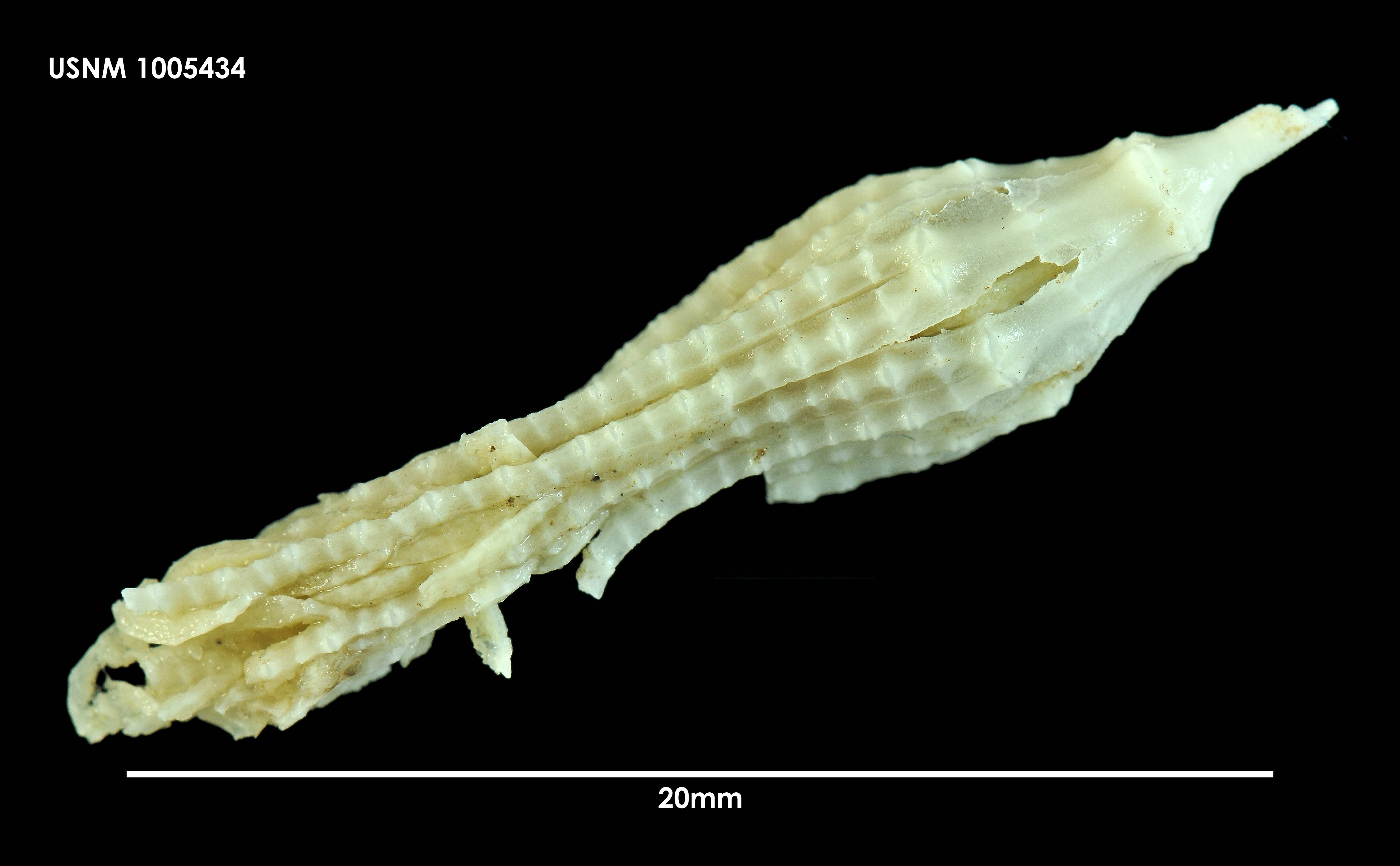
Bathycrinus australis

Monachocrinus mortenseni

Même si cette famille appartient à l'ordre des Comatulida, ce ne sont pourtant morphologiquement pas des comatules à proprement parler : les espèces de ce groupe sont en effet sessiles, vivant attachées au font par une tige calcaire, formée de cirrhes modifiés ou d'une plaque terminale allongée. Leur calice est petit et épais, conique ou plus ou moins cylindrique. Les plaques de l'anneau basal sont fusionnées ou séparées, comme les radiales avec lesquelles elles alternent. Ces plaques radiales supportent soit des bras simples (généralement au nombre de 5), ou des séries d'ossicules supportant les bras. Les bras n'ont pas de pinnules proximalement. La plupart de ces espèces sont grêles et délicates, et les bras sont souvent perdus lors de la récupération d'un échantillon.
C'est dans cette famille, essentiellement abyssale, que l'on trouve les espèces de crinoïdes vivant le plus profond : des individus ont été filmés entre 8 175 et 9 050 m de profondeur dans les fosses océaniques du Pacifique nord et du Japon.
Cette famille semble être apparue à la fin du Jurassique.

## Liste des genres
Selon World Register of Marine Species (24 mai 2014) :
- sous-famille Bathycrininae Bather, 1899
  - genre Bathycrinus Thomson, 1872
    - Bathycrinus aldrichianus Wyville Thomson, 1877
    - Bathycrinus australis AH Clark, 1907
    - Bathycrinus australocrucis McKnight, 1973
    - Bathycrinus carpenterii (Danielssen & Koren, 1877)
    - Bathycrinus gracilis Wyville Thomson, 1877
    - Bathycrinus mendeleevi Mironov, 2008

  - genre Discolocrinus Mironov, 2008
    - Discolocrinus thieli Mironov, 2008

  - genre Monachocrinus AH Clark, 1913
    - Monachocrinus aotearoa McKnight, 1973
    - Monachocrinus caribbeus (AH Clark, 1908)
    - Monachocrinus mortenseni Gislén, 1938
    - Monachocrinus paradoxus (AH Clark, 1909)
    - Monachocrinus recuperatus (Perrier, 1885)
    - Monachocrinus sexradiatus AH Clark, 1919

  - genre Naumachocrinus A. H. Clark, 1912
    - Naumachocrinus hawaiiensis AH Clark, 1973
- sous-famille Caledonicrininae Avocat & Roux, 1990 (in Améziane- Cominardi et al. 1990)
  - genre Caledonicrinus Avocat & Roux, 1990 (in Améziane- Cominardi & al. 1990)
    - Caledonicrinus vaubani Avocat & Roux, 1990 (in Améziane- Cominardi et al. 1990)